# Puchar Świata w narciarstwie alpejskim kobiet 1969/1970
Puchar Świata w narciarstwie alpejskim kobiet sezon 1969/1970 to 4 edycja tej imprezy. Cykl ten rozpoczął się we francuskim Val d’Isère 10 grudnia 1969 roku, a zakończył 14 marca 1970 roku w norweskim Voss. W trakcie tego sezonu odbyły się 21. mistrzostwa świata w narciarstwie alpejskim we włoskiej miejscowości Val Gardena. Rozgrywane tam konkurencje zaliczane były również do klasyfikacji Pucharu Świata.

## Terminarz i wyniki
| Lp.                                           | Miejscowość  | Konkurencja | Data             | 1. miejsce            | 2. miejsce                | 3. miejsce            |
| --------------------------------------------- | ------------ | ----------- | ---------------- | --------------------- | ------------------------- | --------------------- |
| 1.                                            | Val d’Isère  | Gigant      | 10 grudnia 1969  | Françoise Macchi      | Barbara Cochran           | Michèle Jacot         |
| 2.                                            | Val d’Isère  | Slalom      | 13 grudnia 1969  | Michèle Jacot         | Barbara Cochran           | Florence Steurer      |
| 3.                                            | Lienz        | Gigant      | 19 grudnia 1969  | Judy Nagel            | Michèle Jacot             | Barbara Cochran       |
| 4.                                            | Lienz        | Slalom      | 20 grudnia 1969  | Judy Nagel            | Ingrid Lafforgue          | Bernadette Rauter     |
| 5.                                            | Oberstaufen  | Slalom      | 3 stycznia 1970  | Bernadette Rauter     | Isabelle Mir              | Françoise Macchi      |
| 6.                                            | Oberstaufen  | Gigant      | 4 stycznia 1970  | Michèle Jacot         | Françoise Macchi          | Barbara Cochran       |
| 7.                                            | Grindelwald  | Slalom      | 6 stycznia 1970  | Michèle Jacot         | Betsy Clifford            | Barbara Cochran       |
| 8.                                            | Grindelwald  | Zjazd       | 9 stycznia 1970  | Isabelle Mir          | Annie Famose              | Florence Steurer      |
| 9.                                            | Badgastein   | Slalom      | 13 stycznia 1970 | Ingrid Lafforgue      | Betsy Clifford            | Dominique Mathieux    |
| 10.                                           | Badgastein   | Zjazd       | 15 stycznia 1970 | Isabelle Mir          | Florence Steurer          | Michèle Jacot         |
| 11.                                           | Maribor      | Gigant      | 17 stycznia 1970 | Annemarie Moser-Pröll | Florence Steurer          | Barbara Cochran       |
| 12.                                           | Maribor      | Slalom      | 18 stycznia 1970 | Barbara Cochran       | Britt Lafforgue           | Bernadette Rauter     |
| 13.                                           | St. Gervais  | Slalom      | 22 stycznia 1970 | Kiki Cutter           | Ingrid Lafforgue          | Florence Steurer      |
| 14.                                           | St. Gervais  | Gigant      | 24 stycznia 1970 | Françoise Macchi      | Annemarie Moser-Pröll     | Judy Nagel            |
| 15.                                           | Ga-Pa        | Zjazd       | 30 stycznia 1970 | Françoise Macchi      | Wiltrud Drexel            | Michèle Jacot         |
| 16.                                           | Abetone      | Gigant      | 1 lutego 1970    | Britt Lafforgue       | Marie-France Jean-Georges | Judy Nagel            |
| 17.                                           | Abetone      | Slalom      | 2 lutego 1970    | Ingrid Lafforgue      | Judy Nagel                | Dominique Mathieux    |
| Mistrzostwa Świata w Val Gardena 8-15.02.1970 |              |             |                  |                       |                           |                       |
| 18.                                           | Val Gardena  | zjazd       | 11 lutego 1970   | Annerösli Zryd        | Isabelle Mir              | Annemarie Moser-Pröll |
| 19.                                           | Val Gardena  | slalom      | 13 lutego 1970   | Ingrid Lafforgue      | Barbara Cochran           | Michèle Jacot         |
| 20.                                           | Val Gardena  | gigant      | 14 lutego 1970   | Betsy Clifford        | Ingrid Lafforgue          | Françoise Macchi      |
| 21.                                           | Val Gardena  | kombinacja  | 14 lutego 1970   | Michèle Jacot         | Florence Steurer          | Marilyn Cochran       |
| Zakończenie Mistrzostw Świata                 |              |             |                  |                       |                           |                       |
| 22.                                           | Jackson Hole | Zjazd       | 22 lutego 1970   | Isabelle Mir          | Annie Famose              | Michèle Jacot         |
| 23.                                           | Jackson Hole | Slalom      | 23 lutego 1970   | Ingrid Lafforgue      | Barbara Cochran           | Betsy Clifford        |
| 24.                                           | Vancouver    | Gigant      | 27 lutego 1970   | Michèle Jacot         | Barbara Cochran           | Judy Nagel            |
| 25.                                           | Vancouver    | Slalom      | 1 marca 1970     | Ingrid Lafforgue      | Britt Lafforgue           | Betsy Clifford        |
| 26.                                           | Voss         | Gigant      | 12 marca 1970    | Ingrid Lafforgue      | Wiltrud Drexel            | Annemarie Moser-Pröll |
| 27.                                           | Voss         | Slalom      | 14 marca 1970    | Rosi Mittermaier      | Florence Steurer          | Britt Lafforgue       |

### Klasyfikacje
| Lp. | Zawodnik              | Punkty |
| --- | --------------------- | ------ |
| 1.  | Michèle Jacot         | 180    |
| 2.  | Françoise Macchi      | 145    |
| 3.  | Florence Steurer      | 133    |
| 4.  | Ingrid Lafforgue      | 132    |
| 5.  | Barbara Cochran       | 120    |
| 6.  | Judy Nagel            | 118    |
| 7.  | Annemarie Moser-Pröll | 110    |
| 8.  | Betsy Clifford        | 101    |
| 9.  | Isabelle Mir          | 100    |
| 10. | Britt Lafforgue       | 87     |

| Lp. | Zawodnik         | Punkty |
| --- | ---------------- | ------ |
| 1.  | Isabelle Mir     | 75     |
| 2.  | Annie Famose     | 48     |
| 3.  | Florence Steurer | 46     |
| 4.  | Michèle Jacot    | 45     |
| 5.  | Françoise Macchi | 44     |
| 6.  | Wiltrud Drexel   | 31     |
| 7.  | Annerösli Zryd   | 27     |
| 8.  | Annemarie Pröll  | 23     |
| 9.  | Ingrid Gfölner   | 14     |
| 10. | Judy Crawford    | 11     |

| Lp. | Zawodnik              | Punkty |
| --- | --------------------- | ------ |
| 1.  | Michèle Jacot         | 70     |
| 1.  | Françoise Macchi      | 70     |
| 3.  | Annemarie Moser-Pröll | 60     |
| 4.  | Barbara Cochran       | 55     |
| 4.  | Judy Nagel            | 55     |
| 6.  | Ingrid Lafforgue      | 53     |
| 7.  | Betsy Clifford        | 41     |
| 8.  | Florence Steurer      | 37     |
| 9.  | Britt Lafforgue       | 32     |
| 10. | Karen Budge           | 28     |

| Lp. | Zawodnik          | Punkty |
| --- | ----------------- | ------ |
| 1.  | Britt Lafforgue   | 75     |
| 2.  | Barbara Cochran   | 65     |
| 2.  | Michèle Jacot     | 65     |
| 4.  | Betsy Clifford    | 55     |
| 4.  | Britt Lafforgue   | 55     |
| 4.  | Bernadette Rauter | 55     |
| 7.  | Judy Nagel        | 53     |
| 8.  | Florence Steurer  | 50     |
| 9.  | Rosi Mittermaier  | 42     |
| 10. | Kiki Cutter       | 40     |

| Lp. | Zawodnik          | Punkty |
| --- | ----------------- | ------ |
| 1.  | Francja           | 926    |
| 2.  | Stany Zjednoczone | 315    |
| 3.  | Austria           | 297    |
| 4.  | Kanada            | 121    |
| 5.  | Niemcy Zachodnie  | 86     |